# Premis César
Els César del cinema (en francès César du cinéma) són premis atorgats anualment a professionals del Setè Art en diverses categories per destacar les millors produccions de França. Els nominats són escollits i seleccionats pels membres de l'Académie des Arts et Techniques du Cinéma i el Ministre de Cultura de França.
Actualment hi ha 24 categories diferents i 5 categories especials, bastantes més que en la primera edició.

## Història
El 1975, Georges Cravenne va crear l'Acadèmia de les Arts i Tècniques del Cinema de França que va tenir, des de l'inici, premiar les realitzacions i els treballs artístics més destacables del cinema, per tal de tenir un equivalent francès als Oscars estatunidencs. Així el 3 d'abril de 1976 van tenir lloc els primers César del cinema francès sota la presidència de Jean Gabin. El nom del premi ve de l'escultor César Baldaccini, pel trofeu lliurat als vencedors en cada categoria. És també i d'altra banda un homenatge indirecte a Raimu, gran actor i intèrpret de la trilogia de Pagnol, Marius, Fanny  i César , on interpreta el personatge de César.
De 1934 a 1986, havia existit el Gran premi del cinema francès, premiant una sola pel·lícula anualment, que serà de facto destronat pels César a partir de 1975.
En els anys 50, havien existit les Victoires du Cinéma français atorgades cada any el juny. Però aquest premi no va trobar encaterinament popular i va desaparèixer abans de 1960.
Al principi, es van repartir 13 César, avui són 20 amb l'aparició de les millors esperances, i del millor documental el 2007. Els César que premieven el millor cartell i el millor productor han desaparegut.
Els qui voten el premis César determinen el resultat en dues voltes: la primera per elaborar els nomenaments (tres o cinc segons les categories), i la segona per escollir els guanyadors.

## Categories

### Categories principals
| - César a la millor pel·lícula, - César al millor director, - César al millor actor, - César a la millor actriu, - César al millor actor secundari, - César a la millor actriu secundària, - César a la millor revelació masculina, - César a la millor revelació femenina, - César al millor guió original, - César a la millor adaptació, - César al millor decorat, - César al millor vestuari, | - César a la millor fotografia, - César al millor muntatge, - César al millor so, - César als millors efectes visuals, - César a la millor música original, - César a la millor primera pel·lícula, - César a la millor pel·lícula d'animació, - César a la millor pel·lícula documental, - César a la millor pel·lícula estrangera, - César al millor curtmetratge de ficció, - César al millor curtmetratge d'animació, - César al millor curtmetratge documental, |

### Categories extintes
- César al millor guió original o adaptació,[l]
- César a la millor pel·lícula de la Unió Europea,[m]
- César a la millor pel·lícula francòfona,[n]
- César al millor curtmetratge,[o]
- César al millor cartell,[p]
- César a la millor pel·lícula publicitària,[q]
- César al millor productor,[r]

### Categories especials
- César d'honor,[a]
- Premi Daniel Toscan du Plantier,[s]
- Trofeu César & Tècniques,[i]
- Premi Especial César & Tècniques,[t]
- Premi de la Innovació César & Tècniques,[u]
- César dels Césars,[v]
- César dels estudiants,[w]
- César del públic,[x]